# 萊肯鎮區 (伊利諾伊州馬歇爾縣)
萊肯鎮區（英語：Lacon Township）是位於美國伊利諾伊州馬歇爾縣的一個行政鎮區。

## 地方資料
根據2010年美國人口普查的數據，萊肯鎮區的面積為56.80平方千米，當中陸地面積為44.80平方千米，而水域面積為12.00平方千米。當地共有人口534人，而人口密度為每平方千米9.4人。